# St. Mariä Himmelfahrt (Feichten an der Alz)

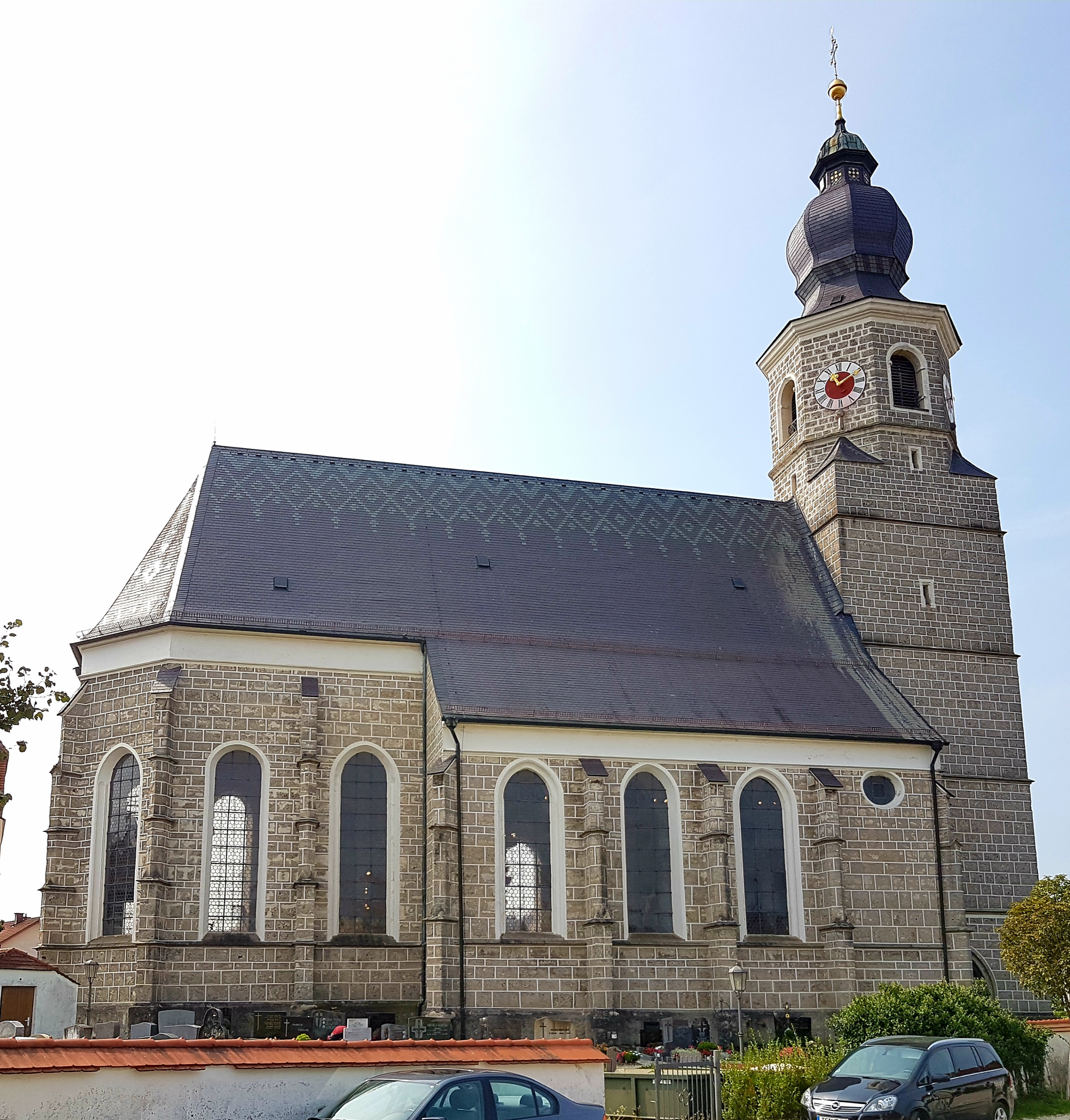
St. Mariä Himmelfahrt (Feichten an der Alz)

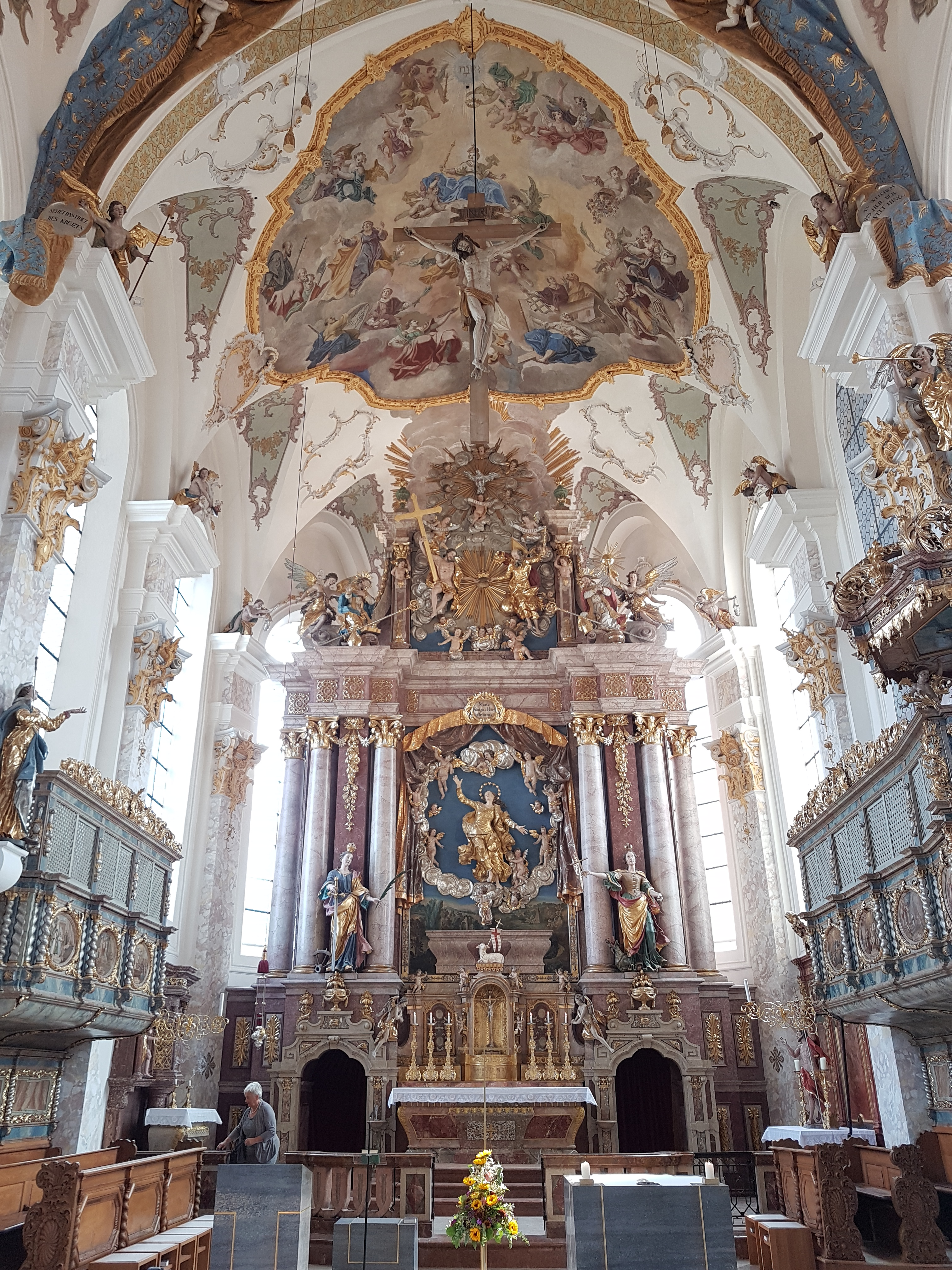
Chor

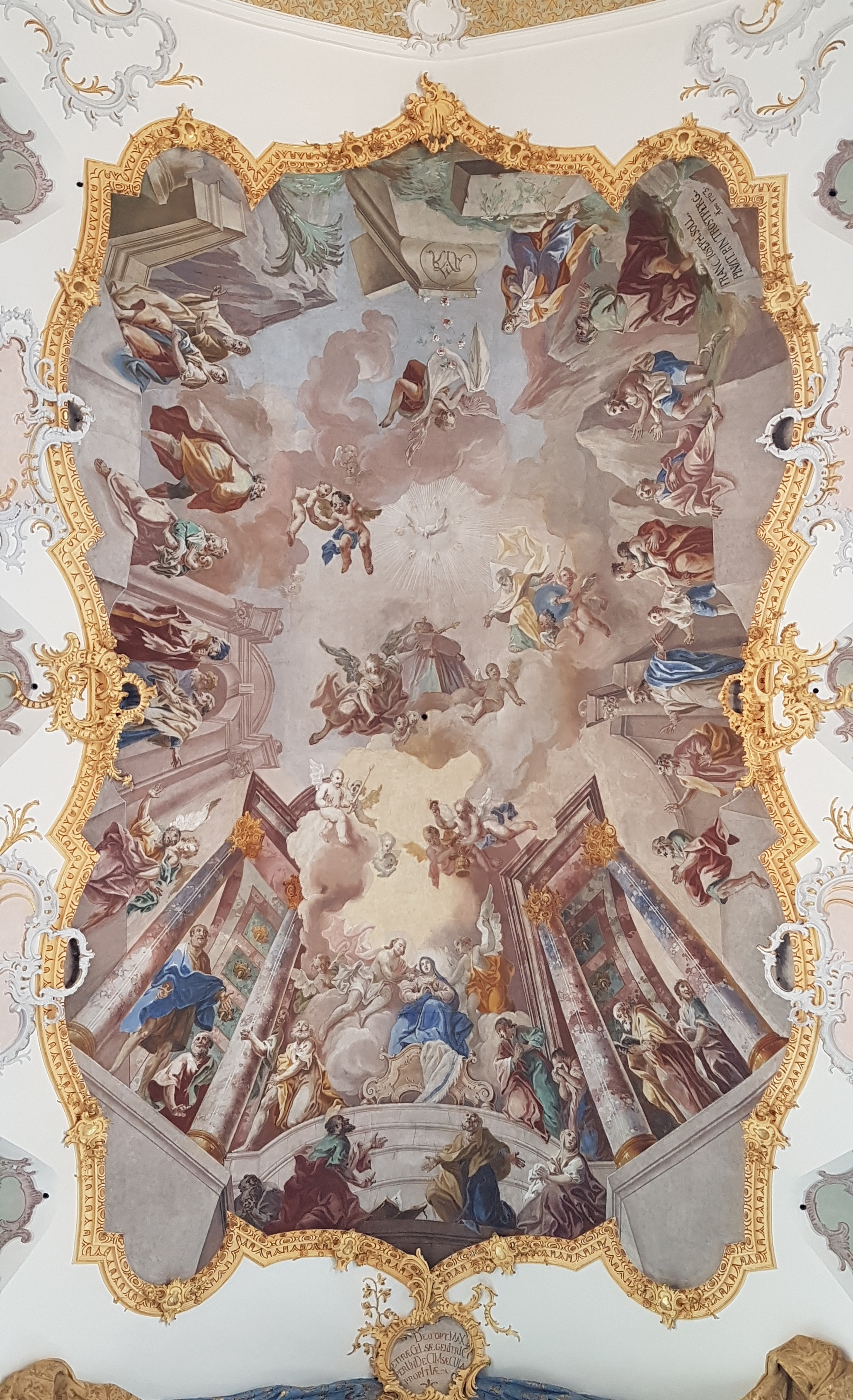
Hauptfresko

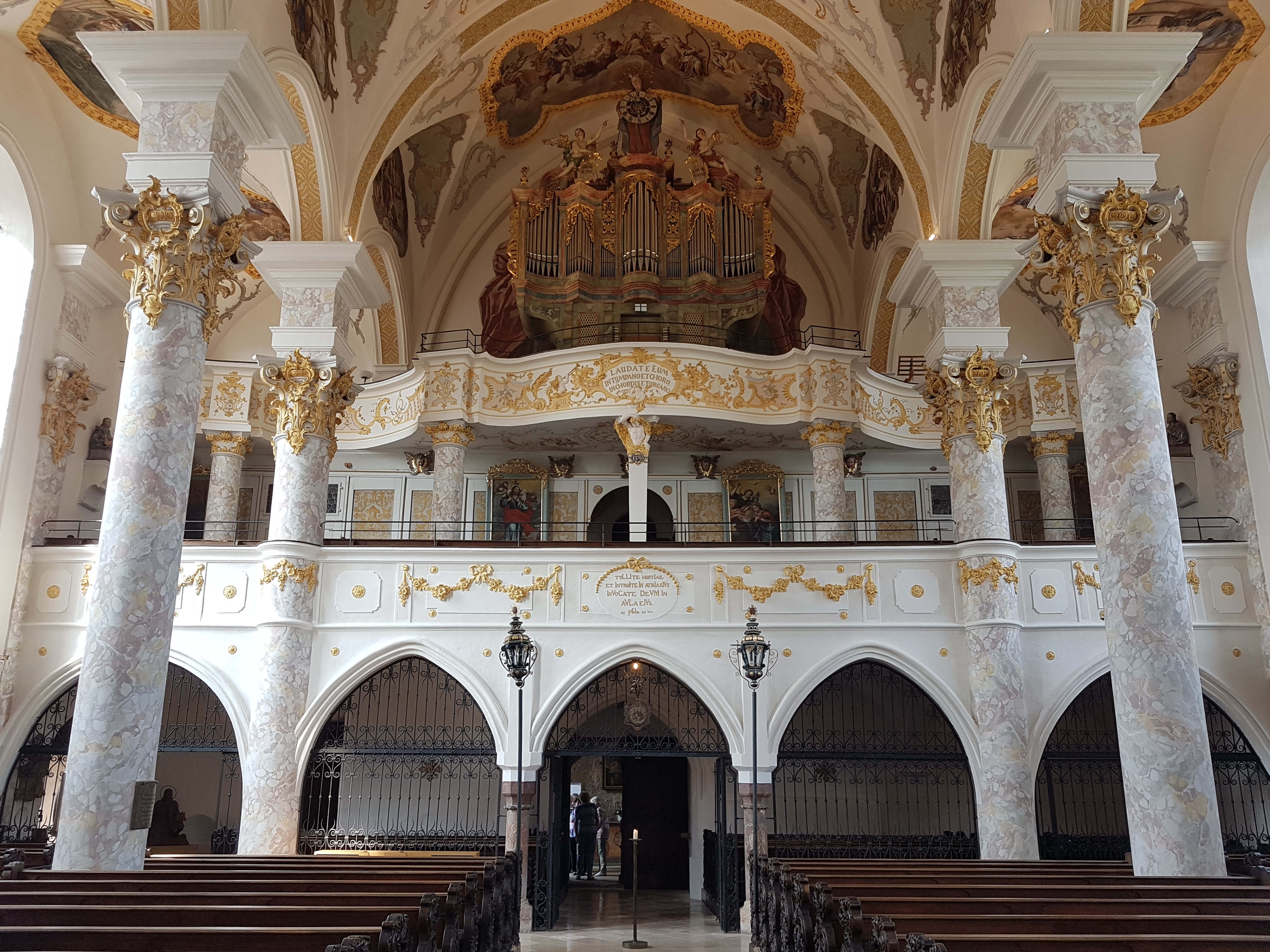
Innenansicht nach Westen

Die katholische Pfarrkirche St. Mariä Himmelfahrt ist eine ursprünglich gotische, später barockisierte Hallenkirche in Feichten an der Alz im Landkreis Altötting in Oberbayern. Sie gehört zum Pfarrverband Feichten im Bistum Passau.

## Geschichte und Architektur
Die Kirche war ursprünglich eine Wallfahrtskirche, über deren Anfänge keine Gewissheit besteht. Im Jahr 1502 wurde der Neubau der dreischiffigen Hallenkirche durch Georg Steinbrecher begonnen und im Jahr 1522 geweiht. Die dreieinhalbjochige Hallenkirche hat einen Chor von zwei Jochen mit Dreiachtelschluss von gleicher Breite wie das Mittelschiff und ist mit Strebepfeilern versehen. Der Westturm stammt aus dem Jahr 1478 und wurde von Jörg Waltl aus Haid erbaut. Im Turmerdgeschoss ist eine Paradiesvorhalle mit einem Gewändeportal mit Stabwerk eingebaut. Der oktogonale Turmaufsatz mit einer schlanken Zwiebelhaube wurde 1763 vollendet. Eine Renovierung erfolgte in den Jahren nach 1987.
Das Innere wurde zunächst 1650 und danach in den Jahren 1763–1765 unter der Leitung von Franz Alois Mayr aus Trostberg durchgreifend barockisiert. Von der älteren Innengestaltung ist daher nur noch wenig sichtbar. Dazu gehört die Westempore auf fünf Arkadenbögen aus dem Jahr 1523 mit gotischen Marmorkapitellen; jünger ist die obere Empore aus dem Jahr 1650. Eine ältere Ausmalung erfolgte nach einer Datierung im südlichen Seitenschiff im Jahr 1520.
Bei der Barockisierung wurden die Tonnengewölbe mit Stichkappen und die niedrigeren Quertonnen in den Seitenschiffen erneuert, die Freipfeiler des Langhauses zu Säulen mit korinthischen Kapitellen umgewandelt und eine Wandgliederung durch Pilaster mit hohen Gebälkstücken vorgenommen.
Die reiche Stuckdekoration von 1749 in reifen Rocailleformen trägt zur Raumvereinheitlichung bei und geht teilweise in gemalte Dekorationen über; am Chorbogen ist eine reiche Velumdraperie angebracht. Die Deckenbilder wurden von Franz Joseph Soll in den Jahren 1763/64 ausgeführt. Sie zeigen im Chor Maria als Himmelskönigin umgeben von Erzengeln, Märtyrern und Vätern des Alten Bundes; im Mittelschiff sind Tod und Aufnahme Mariens in den Himmel dargestellt. Im südlichen Seitenschiff finden sich Szenen aus dem Marienleben, im nördlichen Seitenschiff die Legende der Rosenkranzbruderschaft.

## Ausstattung
Die großräumige Hochaltaranlage wurde im Jahr 1713 vom Kistler Wolfgang Plumberger geschaffen, die geschnitzten Figuren sind Werke von Ferdinand Oxner. Dargestellt ist die Himmelfahrt Mariens mit den seitlich aufgestellten Heiligen Margaretha, Katharina, Ägidius und Georg, im Altarauszug ist eine geschnitzte Dreifaltigkeitsgruppe dargestellt, flankiert von den heiligen Bischöfen Nikolaus und Rupert.
Die Seitenaltäre wurden  in den Jahren 1738–1742 geschaffen. Auf dem nördlichen Seitenaltar ist das Gnadenbild aufgestellt, eine Marienstatue aus dem ersten Viertel des 15. Jahrhunderts im Weichen Stil aus Steinguss.
Die Wandaltäre wurden 1785 vom Kistler Joseph Dersch und dem Bildhauer Johann Georg Kapfer gestaltet. Das Sakramentshäuschen  ist eine spätgotische Steinmetzarbeit, die am Gitter auf das Jahr 1576 datiert ist. Es wurde vom Erzbischof Wolf Dietrich aus dem alten Dom von Salzburg hierher versetzt und im Jahr 1651 mit Engelsfiguren ausgestattet. Die Kanzel, die Oratorien und das Gestühl wurden um 1700 angefertigt. Das Kreuz im Chorbogen stammt aus dem Jahr 1635, das Chorbogengitter mit Toerringwappen aus dem Jahr 1688.
Zahlreiche wertvolle Priestergrabsteine, die teils mit figürlicher Ritzzeichnung versehen sind, wurden im 15. Jahrhundert geschaffen. Ein Wappenepitaph für Georg Steinbrecher († 1521) ist an der Sakristeiostwand angebracht.

### Orgel
Die Orgel ist ein Werk der Firma Orgelbau Sandtner aus dem Jahr 2001 mit 24 Registern auf zwei Manualen und Pedal in einem Gehäuse von Anton Bayr aus dem Jahr 1749.

### Glocken
In der Pfarr und Wallfahrtskirche Mariä Himmelfahrt hängen vier Glocken in den Tönen c1-d1-f1-a1 (erweitertes Gloria)  Die Glocken 1, 3 und 4 wurden 1717 von Johann Heinrich Hueber in Braunau gegossen. Glocke 2 wurde 1954 von Rudolf Perner in Passau gegossen.